# Hail
Hail o Ha'il (en árabe: حائل Ḥā'il) es una ciudad oasis en la región histórica del Néyed, al noroeste de Arabia Saudita. Es la capital de la Provincia de Hail. 
Hail es mayoritariamente agrícola, con gran producción de frutas, dátiles y cereales. Un gran porcentaje de la producción de trigo del país proviene de la provincia de Hail, donde el área al noreste a unos 60 km consiste de jardines con buena irrigación. Históricamente, la riqueza de Ha'il viene de que se encuentra en la ruta de las caravanas de camellos que se dirigen a La Meca durante el Hach.

## Historia
Capital del Emirato de Yabal Shammar desde 1836 hasta su conquista por los saudíes en 1921, hasta esa fecha el emirato fue dirigido por dinastía Rashid. El primer emir, Abdullah bin Rashid, tomó el poder con su hermano emir Obaid y los hijos de Yabbr. Abdullah bin Rashid continuó la construcción del Palacio de Barzan en Ha'il, que había sido iniciado por Muhámmad ibn Ali. Después su muerte en 1848, su hijo y sucesor, Talal ibn Abdullah completó el palacio.

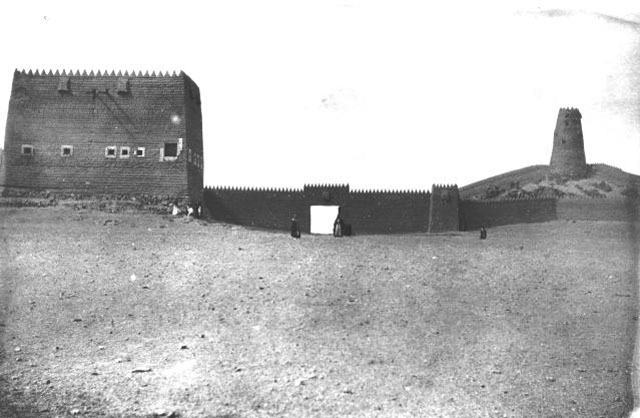
Puerta de la ciudad en los inicios del S. XX

La construcción del ferrocarril de Hiyaz entre Damasco y Medina, junto con nuevas rutas de barcos a vapor, socavaron la economía de las tradicionales  caravanas de camellos de Ha'il.
Cuando Ibn Saúd derrocó al último emir de Al Rashid en 1921, dio órdenes de destruir el palacio de Barzan y ordenó a los líderes de Al Rashid y Al Sabhan que se establecieran en Riad.
Después de esto, Hail cayó en fuerte declive, siendo hoy un centro agrícola de Arabia Saudita, cuyo país obtiene de dicha área la mayoría del trigo. También hay una serie de granjas lecheras cerca de la ciudad.